# Xenoliet

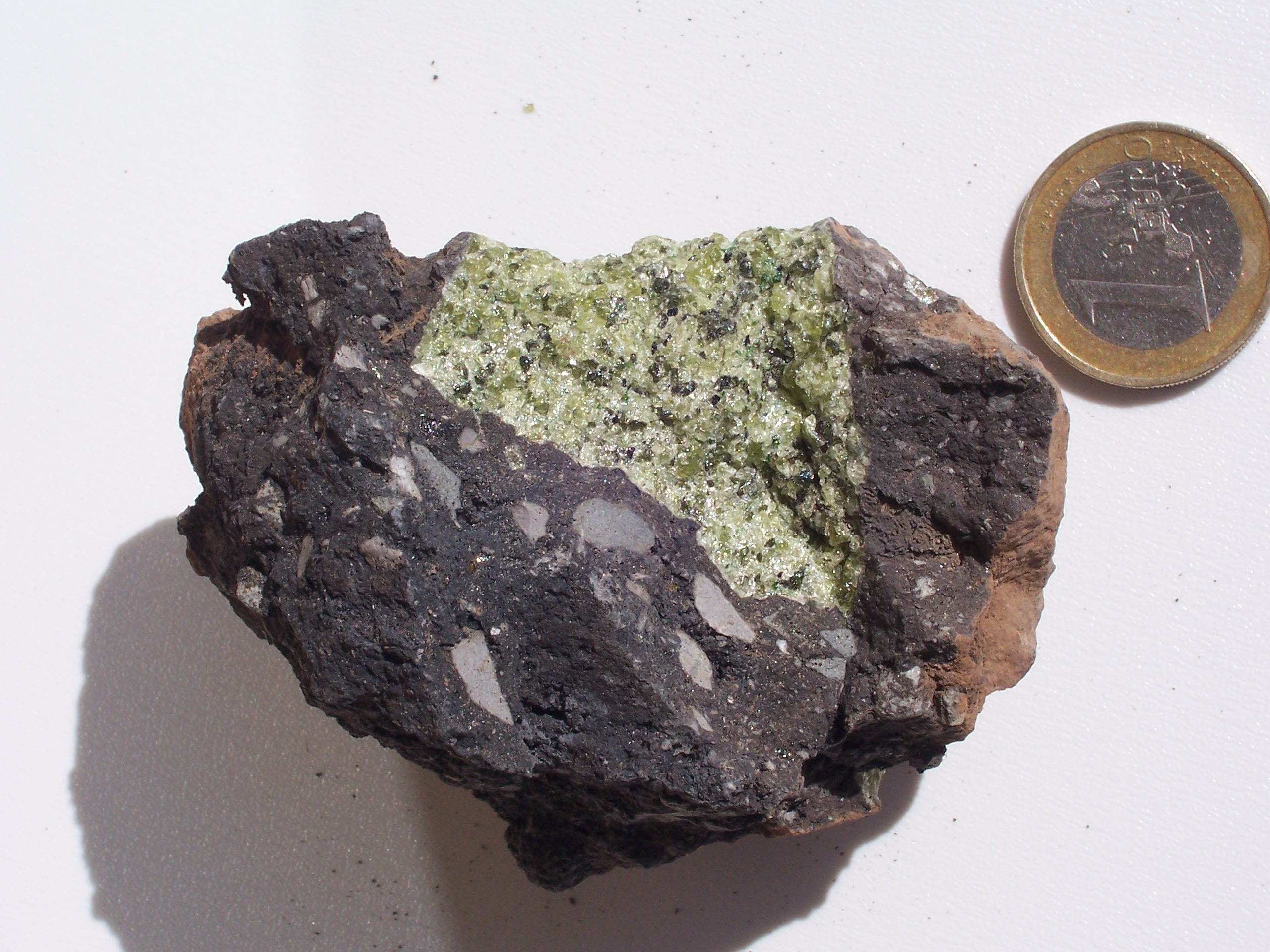
Vulkanische bom waarin een (groene) peridotitische xenoliet in een donker uitvloeiingsgesteente te zien is. Let op de scherpe randen van de xenoliet. Locatie: Vulkaan-Eifel.

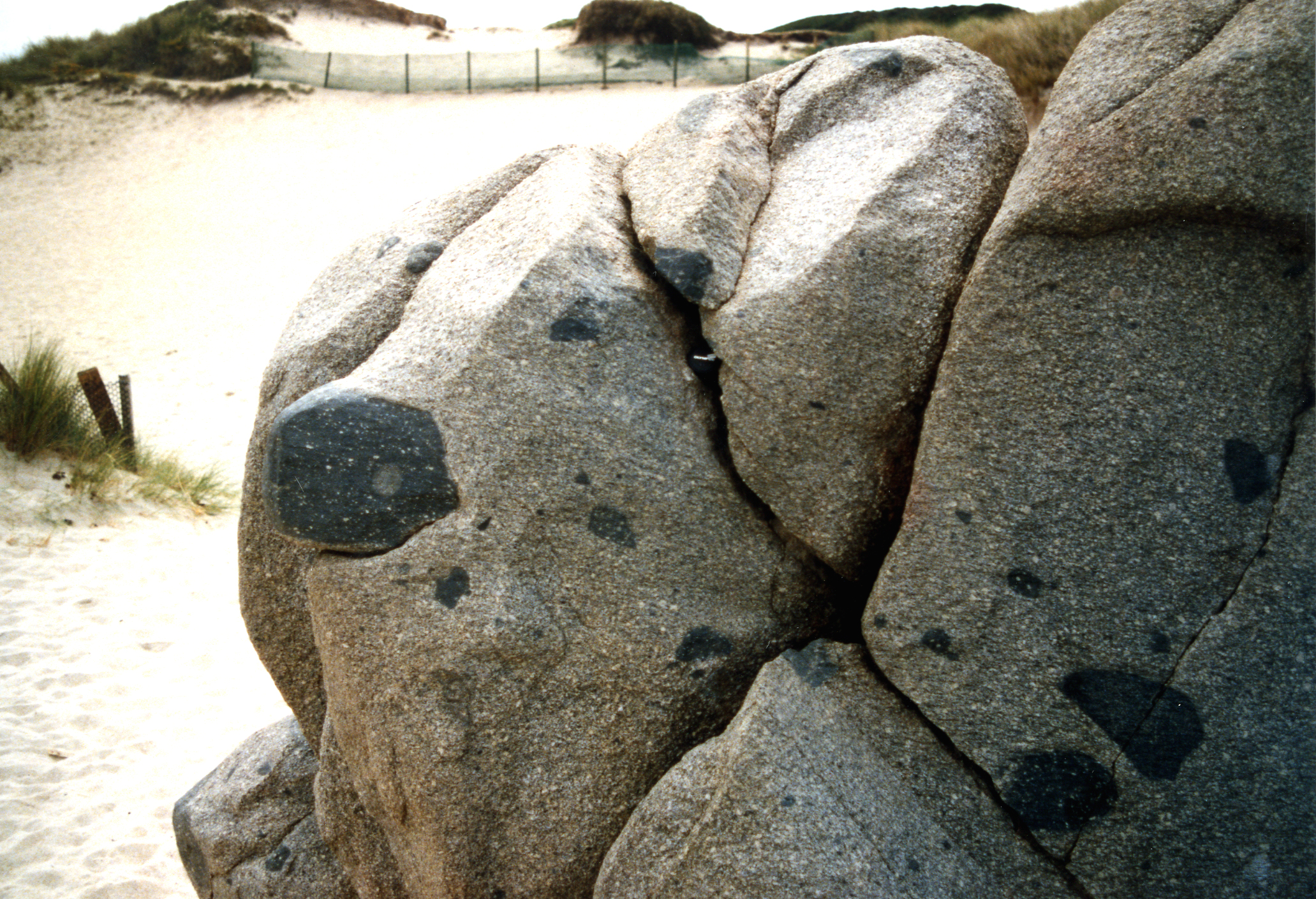
Donkere xenolieten in een graniet. Locatie: Herm, Kanaaleilanden.

Een xenoliet is een geologische term voor een deel van een stollingsgesteente, dat er oorspronkelijk niet in thuishoort. Xenolieten komen voor met allerlei lithologieën, van mantelgesteente tot schisten. Meestal zijn het brokken gesteente die met een magma zijn meegevoerd. Als het magma stolt komt de xenoliet in het stollingsgesteente vast te zitten. 
De grootte van xenolieten kan enkele cm tot een aantal meter bedragen. Vaak zijn ze door de hoge temperatuur van het omringende magma aan de randen gemetamorfoseerd.
Afgesproken is dat er van een xenoliet wordt gesproken als het ingesloten gesteente duidelijk te onderscheiden is van het omringende stollingsgesteente. Een ingesloten brokstuk met dezelfde lithologie als het omringende stollingsgesteente wordt een autoliet of cognate inclusion genoemd.

## Naamgeving
Xenoliet is afgeleid van Grieks xenos "vreemdeling" en lithos "steen".